# Elektrokoagulacja
Elektrokoagulacja, diatermia chirurgiczna, termoliza – metoda elektrochirurgii stosowana w medycynie i kosmetologii. Wykorzystuje się podczas niej działanie prądu elektrycznego przemiennego o dużej częstotliwości. Polega na ścięciu (koagulacji) białka za pomocą łuku elektrycznego. Jest używana przy leczeniu włókniaków, kurzajek i innych zmian skórnych, usuwaniu zbędnego owłosienia, a także do zamykania naczynek krwionośnych, w zastępstwie skalpela w celu ograniczenia krwawienia z powstałej rany. Jest to zabieg bezinwazyjny i szybki, który pozwala na uniknięcie sączących się ran i zakładania szwów.

## Wskazania
- kurzajki
- włókniaki
- prosaki
- zbędne owłosienie
- rozszerzone naczynka krwionośne na twarzy i ciele
- brodawki wirusowe, łojotokowe i płaskie
- kaszaki
- mięczaki zakaźne
- naczyniaki gwiaździste
- przerośnięte gruczoły łojowe i potowe
- nadmierne owłosienie

## Przeciwwskazania
- cukrzyca
- zaburzenia układu krążenia
- zaburzenia krzepnięcia krwi
- ciąża
- wszczepiony rozrusznik serca
- choroba nowotworowa

## Mechanizm działania
Zabieg wykorzystuje prąd przemienny o wysokiej częstotliwości i niskim napięciu. Zmienione chorobowo miejsca są poddawane działaniu specjalnej elektrody (igły do elektrokoagulacji) podłączonej do źródła prądu. Pod wpływem prądu elektrycznego oraz wytwarzanej przez niego wysokiej temperatury (nawet 200 °C) dochodzi do termolizy, czyli drobnego „oparzenia” naczynia, a w rezultacie do uszkodzenia (ścięcia, koagulacji) białka zlokalizowanego w tkance. Uszkodzenie niepożądanych zmian jest natychmiastowe. W efekcie elektrokoagulacja prowadzi do wypalenia tkanki tworzącej zmianę.

## Przebieg zabiegu
Dermatolog przeprowadza zabieg w znieczuleniu miejscowym lub bez w zależności od rozmiaru zmian, ich lokalizacji i odporności na ból pacjenta. Urządzenie do elektrokoagulacji ma różne końcówki, które dobiera się w zależności od potrzeb. Mogą to być nożyki, pętelki, kulki lub igły. Elektrokoagulacja trwa od kilkunastu do kilkudziesięciu minut, towarzyszy jej niezbyt przyjemny zapach ścinającego się białka. Długość trwania zabiegu zależy od wielkości powierzchni poddawanej działaniu elektrody. W leczeniu jednej zmiany skórnej elektrokoagulacja najczęściej nie wymaga powtórzeń. W miejscu koagulowanej zmiany może pojawić się drobne krwawienie, a następnie mały strupek. Okres gojenia się trwa od 5 do 21 dni.

## Objawy niepożądane
Elektrokoagulacja jest zabiegiem stosunkowo bezpiecznym. Wymaga ona jednak dużej precyzji, gdyż metoda nie działa wybiórczo na tkanki czy naczynie krwionośne. W przypadku zbyt dużego natężenia prądu może powstać widoczna blizna, która zanika później w różnym stopniu. Po zabiegu możliwe jest wystąpienie niewielkiego obrzęku i rumienia, stwardnienie skóry, zsinienia i delikatne krwawienie. Objawy stosunkowo szybko ustępują. Czas gojenia trwa od 1 do 3 tygodni. W bardzo rzadkich przypadkach pojawiają się odbarwienia, trwałe przebarwienia, blizny i stany zapalne.